# Ворожба (Лебединский район)
Ворожба (укр. Ворожба) — село, Ворожбянский сельский совет, Лебединский район,Сумская область, Украина.
Является административным центром Ворожбянского сельского совета, в который, кроме того, входят сёла
Басовщина,
Валки,
Даценковка,
Кердылевщина,
Лифино,
Лободовщина,
Патриотовка,
Песковка,
Староново,
Ступки,
Хильковое и
Червоное.

## Географическое положение
Село находится на берегу реки Ворожба и на правом берегу реки Псёл.
Выше по течению реки Ворожба на расстоянии в 1,5 км расположены сёла Лободовщина и Басовщина,
ниже по течению примыкает село Ступки,
на противоположном берегу реки Псёл — село Патриотовка.
Реки в этом месте извилистые, образуют лиманы, старицы и заболоченные озёра.

## История
Возле села Ворожба обнаружены скифское (VII–III ст. до н.э.) и северянское (VIII-X ст.) городища.
Первое упоминание о селе Ворожба относится к 1654 году .
В 1985 году село было застроено домами усадебного типа по проекту архитектора С. Кравченко.
Население по переписи 2001 года составляло 1638 человек.

## Экономика
- Молочно-товарная и свинотоварная фермы.
- «Ворожбянское», ООО.
- «Прихотько», ЧП.

## Объекты социальной сферы
- Детский сад.
- Школа.
- Профессионально-техническое училище № 36. (ныне расформировано)

## Религия
- Спасо-Преображенская церковь.

## Известные люди
- Кричевский, Василий Григорьевич - украинский архитектор и художник.
- Герман, Иван Моисеевич — Герой Советского Союза.
- Андрушечко, Александр Степанович — советский и российский строитель, энергетик и организатор строек.

## Транспорт
Через село проходит автомобильная дорога Т-1909.